# MegaVision

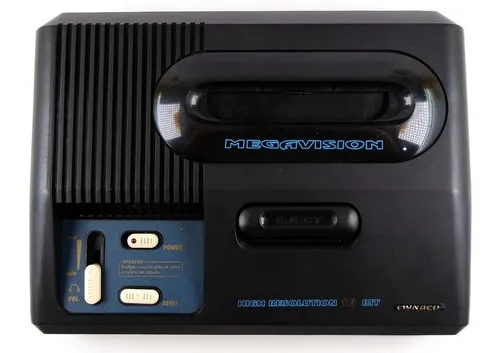
Videogame MegaVision

MegaVision, ás vezes chamado de Mega/Master, foi um console de 16-bits fabricado pela empresa paulista Dynacom, na década de 1990, trata-se de um clone de Mega Drive, porém mais potente e mais versátil que o console japonês, pois lia jogos também de Master System, além de ter uma chave para ler jogos japoneses e estadunidenses. Por ter um preço mais baixo, tornou-se imbatível.

## História
Em 1994, a Dynacom anuncia na revista SuperGamePower seu até então mais recente console a fim de competir com o Mega Drive que estava ganhando cada vez mais espaço no Brasil. Porém o MegaVision foi um console superior em diversos aspectos, pois além de ser mais potente, era mais barato.
O nome alternativo, Mega/Master, foi dado informalmente pelo console ter capacidade de executar jogos tanto do Mega Drive quanto do Master System.

### Problemas Judiciais
Houve uma grande confusão com a exposição onde haveria a demonstração do console pois a Tectoy havia iniciado um processo judicial contra a Dynacom, já que era a única empresa com autorização da Sega para representá-la no país. A exposição do MegaVision foi cancelada e a venda proibida. A Dynacom, após passar por batalhas judiciais, conseguiu permissão para vender os consoles, porém, com as diversas brigas entre as duas empresas que se prolongavam cada vez mais, a Dynacom decide desistir e remove o seu vídeo game das prateleiras. Por conta disso, este é considerado um console raro.

## Características
O console pode executar cartuchos estadunidenses e japoneses. Ele é compatível com Sega CD, Sega 32X e com o adaptador nativo para Master System.
Ao ser comprado, ele era acompanhado por Master Vision Adapter da Dynacom, fone de ouvido estéreo e 2 controles de 6 botões. Além dos cabos de fonte bivolt e AV.
Na época, o MegaVision possuía um hardware considerado melhor que os outros consoles nacionais do tipo, com qualidade superior ao Mega Drive 3.